# Diclorooctilisotiazolinona
La diclorooctilisotiazolinona (DCOIT)pertenece a la clase de compuestos heterocíclicos conocidos como isotiazolinonas y es un biocida ampliamente utilizado. La DCOIT ha atraído la atención como compuesto antiincrustante. Sirve como sustituto de los compuestos organoestánnicos, que han sido ampliamente prohibidos por causar daños ambientales. Sin embargo, la DCOIT en sí misma es controvertida.

## Propiedades químicas
La diclorooctilisotiazolinona puede degradarse en el medio ambiente por hidrólisis, fotólisis, degradación microbiana o por la acción de nucleófilos . Más de 300 °C se descompone.

## Usos
La diclorooctilisotiazolinona se utiliza en pinturas subacuáticas, como conservante de madera  y en selladores de silicona.

## Autorización
La diclorooctilisotiazolinona está autorizada para su uso como biocida en la Unión Europea. En Suiza está aprobado para el tipo de producto biocida 8 (conservantes de madera).